# Obserwator (film)
Obserwator (ang. The Watcher) – amerykański thriller z 2000 roku w reżyserii Joego Charbanica. Wyprodukowany przez wytwórnię Universal Pictures.
Premiera filmu miała miejsce 7 września 2000 roku w Stanach Zjednoczonych. W Polsce premiera filmu odbyła się 16 marca 2001 roku.

## Opis fabuły
Akcja filmu rozgrywa się w Los Angeles. Agent Joel Campbell (James Spader) tropi seryjnego mordercę kobiet, który kilka dni przed każdą zbrodnią przesyła mu zdjęcie swojej przyszłej ofiary. Szaleniec zabija także ukochaną funkcjonariusza. Załamany Joel przeprowadza się do Chicago. Wkrótce okazuje się, że psychopata podąża za nim.

## Obsada
- James Spader jako Joel Campbell
- Marisa Tomei jako Polly
- Keanu Reeves jako David Allen Griffin
- Ernie Hudson jako Ibby
- Chris Ellis jako Hollis
- Robert Cicchini jako Mitch
- Yvonne Niami jako Lisa
- Gina Alexander jako Sharon
- Andrew Rothenberg jako Jack Fray
- Michele DiMaso jako Rachel
- Jill Peterson jako Jessica
- inni[4][3]